# 5-я гвардейская бригада (Хорватия)
5-я гвардейская бригада «Соколы» (хорв. 5. gardijska brigada "Sokolovi") — бригада Национальной гвардии Хорватии времён Хорватской войны за независимость. Служащие бригады участвовали в боях за Восточную Славонию, в том числе в боях за Вуковар, Осиек и Винковцы.

## История

### Образование

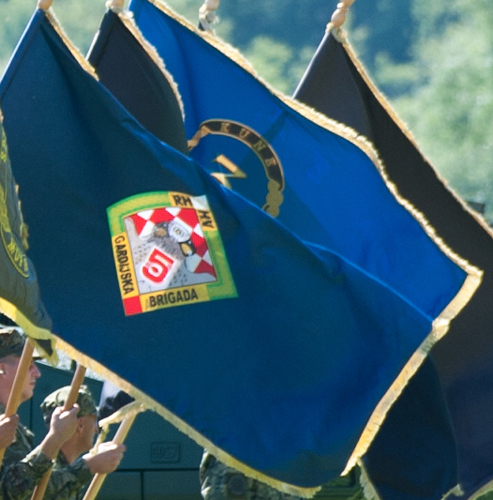
Знамя 5-й гвардейской бригады на памятных церемониях 16-летия операции «Буря»

Бригада была образована 25 октября 1992 в Винковцах. Её основу составляли члены 204-й Вуковарской пехотной бригады, 108-й бригады Национальной гвардии Хорватии, 109-й Винковицкой бригады, 3-го новоградишского батальона, 122-й джаковской бригады, 123-й пожегской бригады, 132-й нашицкой бригады, а также 3-й гвардейской бригады. Командиром бригады был Иван Капулар.

### 1992
Боевое крещение бригада приняла на юге Славонии. Изначально она была оснащена и вооружена очень плохо, основное вооружение и бронетехнику она добывала только в бою. Чуть позднее снабжение бригады удалось наладить.

### 1993
В начале 1993 года бригада перебралась на территорию Задара, который и защищала в течение всего года. Несколько раз им удавалось отразить сербские нападения, разгромив множество групп диверсантов. Она участвовала и в операции «Масленица». В том году командование признало 5-ю бригаду полностью боеспособной и похвалило её за умение сражаться на любой местности при любых погодных условиях.

### 1994
В середине ноября 1994 года бригада снова вступила в активные бои: в начале декабря ей был придан в помощь пехотный батальон. При поддержке других подразделений бригаде удалось продвинуться довольно далеко и сместить линию фронта ближе к позициям сербов.

### 1995
1 мая 1995 бригада была включена в боевую группу для операции «Молния» в Западной Славонии. Два батальона пехоты и два танковых взвода 5-й бригады форсировали реку Сава и вышли на автодорогу, оказав значительную помощь другим войскам. За 30 часов под контроль хорватов перешли населённые пункты Горице, Дубовац, Нови-Варош и Стара-Градишка, а также стоявшие на Саве Дони-Варош и Горни-Варош.
Скоординированные действия хорватов привели к большим потерям у противника в живой силе и технике. Взяв дорогу Окучани — Стара-Градишка, хорваты фактически довершили разгром 18-го корпуса Армии Республики Сербской Краины. В ходе операции «Молния» бригада захватила огромное количество стрелкового оружия, бронетехники и боеприпасов. Сразу же после окончания операции «Соколы» отправились на защиту Восточной Славонии, чтобы предотвратить ответный удар сербов.
За годы войны 5-я бригада потеряла убитыми 77 человек, более 300 было ранено.

### После войны
28 февраля 2003 вместе с 3-й гвардейской бригадой 5-я гвардейская бригада были расформированы. Правопреемницей 5-й бригады служит 1-й механизированный батальон «Соколы».